# راسيل غيرا
راسيل غيرا (بالإنجليزية: Russ Guerra)‏ هو سياسي أمريكي، ولد في 30 أكتوبر 1924 بدايتون في الولايات المتحدة، وتوفي في 19 أبريل 1992 بمونتغومري في الولايات المتحدة. حزبياً، نشط في الحزب الجمهوري. وقد انتخب عضو مجلس نواب أوهايو.